# Lista över hedersledamöter av Geologiska Föreningen i Stockholm
Geologiska Föreningen, stiftad 1871 i Stockholm, har sedan 1889 utöver de svenska medlemmarna invalt utländska forskare, benämnda korresponderande ledamöter eller hedersledamöter. Första året invaldes 18 personer och för närvarande (2009) finns sju hedersledamöter.

## Invalda ledamöter efter år

### 1889
- Emil Cohen
- Hermann Credner
- Wilhelm Dames
- James Dwight Dana
- Auguste Daubrée
- Alfred Des Cloizeaux
- Archibald Geikie
- James Geikie
- Paul Heinrich von Groth
- Edmond Hébert
- Frederik Johnstrup
- Charles Lapworth
- Karl Friedrich Rammelsberg
- Harry Rosenbusch
- Friedrich Schmidt
- Japetus Steenstrup
- Eduard Suess
- Ferdinand Zirkel

### 1897
- Karl Alfred von Zittel

### 1898
- Feodosij Tjernysjov

### 1903
- Samuel Lewis Penfield
- Jethro Teall
- Gustav Tschermak (von Seysenegg)

### 1911
- Frank Dawson Adams
- Charles Barrois
- Eduard Brückner
- Albert Heim
- James Furman Kemp
- Albrecht Penck
- Charles Doolittle Walcott
- Charles Van Hise

### 1914
- Waldemar Lindgren
- Carl Albert Weber

### 1916
- Friedrich Becke
- Emanuel Kayser
- Alfred Lacroix
- Arthur Smith Woodward

### 1921
- Thomas Chrowder Chamberlin
- Otto Jaekel
- Pierre Termier

### 1927
- Francis Arthur Bather
- Reginald Aldworth Daly
- Paul Niggli
- Charles Schuchert
- Edward Oscar Ulrich

### 1931
- John Smith Flett
- Victor Moritz Goldschmidt
- Emmanuel de Margerie
- Arthur William Rogers
- Hans Schneiderhöhn

### 1935
- Charles Palache
- Paul Ramdohr
- Rudolf Ruedemann
- Jan Samsonowicz

### 1937
- Cecil Edgar Tilley

### 1947
- Raymond Smith Bassler
- Oliver Bulman
- Hans Cloos
- Felix Machatschki
- Percy Edward Raymond
- Eugène Wegmann zur Hagar

### 1952
- Carl Wilhelm Correns
- Richard Foster Flint
- Arthur Holmes
- Hans Lundberg
- Cyril James Stubblefield

### 1953
- André Cailleux
- Philip Henry Kuenen
- Othon Henry Leonardos

### 1958
- Aleksej Bogdanov
- Jean-Pierre Lehman
- Pierre Pruvost
- Heinrich Moritz Emil Schürmann

### 1960
- Hollis Dow Hedberg
- Roman Kozlowski
- Aleksandr Polkanov
- Alfred Rittmann
- Bruno Sander

### 1962
- Armin Alexander Öpik

### 1968
- Marshall Kay
- Boris Sokolov

### 1971
- Arthur James Boucot

### 1973
- William van Leckwijck

### 1974
- Kunio Kobayashi

### 1975
- Clifford Frondel
- Kenzo Yagi

### 1980
- Roman Gekker

### 1984
- Anthony David Wright

### 1986
- Charles Hepworth Holland
- Hermann Jaeger

### 1987
- Ralf Männil

### 1989
- John Ario Katili

### 1992
- Aleksis Dreimanis